# Kimchi
Pour les articles homonymes, voir Kim Chi (drag queen).
Le kimchi, (hangeul : 김치 ; hanja : 沈菜 archaïque ; romanisation révisée : gimchi) composé principalement de chou chinois, est un mets traditionnel coréen composé de piments et de légumes lacto-fermentés, c'est-à-dire trempés dans de la saumure pendant plusieurs semaines jusqu'au développement d'une acidité. Ce plat est un élément central de la cuisine coréenne, mais partage des racines communes avec des pratiques de fermentation de légumes observées également en Chine, au Japon, au Vietnam.
Il y a des centaines de variétés de kimchi faites à partir de différents légumes en tant que principaux ingrédients,. Traditionnellement, le kimchi était stocké dans le sol dans de grandes faïences afin qu'il ne gèle pas pendant les mois d’hiver. C’était la principale façon de stocker des légumes au fil des saisons. En été, le dispositif de stockage enterré gardait le kimchi assez froid pour ralentir le processus de fermentation. À l’époque actuelle, les réfrigérateurs de kimchi sont plus généralement utilisés pour le stockage.

## Étymologie
À l'origine, le mot kimchi signifiait « légume » (du chinois : 菜 ; pinyin : cài) « submergé » (du chinois : 沈 ; pinyin : shěn). Il s'agit d'un des aliments de base en Corée, accompagnant souvent les plats de ce pays, notamment sous forme de banchan.
Ji
Le terme ji (지), qui tire son origine du coréen archaïque dihi (디히), est utilisé pour faire référence au kimchi depuis l’antiquité. Le changement phonétique peut être à peu près décrit de la façon suivante  :
- dihi (디히) > di (디) > ji (지)

La forme dihi du Moyen coréen figure dans de nombreux livres de la période Joseon (1392-1897),. En coréen moderne, le mot subsiste en tant que suffixe -ji dans la langue standard (comme dans jjanji, seokbak-ji),, et en tant que suffixe -ji ainsi qu’en tant que nom dans les dialectes Gyeongsang et Jeolla. La forme in-palatalisée de di est conservé dans le dialecte P’yŏngan.
Kimchi
Kimchi (김치) est le mot utilisé dans les langues standards de Corée du Nord et du Sud. Parmi les anciennes formes du mot il y a timchɑi (팀), transcription en Moyen coréen du mot Sino-Coréen 沈菜 (littéralement « légume immergé »). Le mot Timchai apparaît dans la traduction coréenne du 16e siècle Sohak Eonhae du livre chinois Xiaoxue (en coréen, Sohak). Les changements phonétiques du Moyen Coréen au coréen moderne concernant le mot Kimchi peuvent être décrits de la façon suivante :
- timchɑi (팀; 沈菜) > dimchɑi (딤) > jimchɑi (짐) > jimchui (짐츼) > gimchi (김치)

La première consonne aspirée de timchai est devenue non aspirée dans dimchai, puis a subi une palatalisation dans jimchai. Le mot est ensuite devenu jimchui avec la perte de la voyelle a (아) dans la langue coréenne, puis Kimchi, avec la consonne dépalatalisée du mot initial.
En coréen moderne, les caractères hanja 沈菜 se prononcent chimchae (침채), et ne s’utilisent pas pour désigner le kimchi, ou quoi que ce soit d’autre. Le mot Kimchi n’est pas considéré comme un mot Sino-coréen. Des formes plus anciennes du mot sont conservées dans beaucoup de dialectes régionaux : jimchae (dialectes Jeolla, Hamgyŏng), jimchi (dialectes Chungcheong, Gangwon, Gyeonggi, Gyeongsang, Hamgyŏng, Jeolla), et dimchi (dialecte P'yŏngan).
Le mot anglais « Kimchi » est peut-être issu de kimch’i, la romanisation McCune Reischauer du mot coréen Kimchi (김치).

## Histoire
L’origine du kimchi remonte au moins au début de la période des Trois Royaumes de Corée (37 av. J.-C. – 7 apr. J.-C.). Les aliments fermentés étaient facilement accessibles, comme le texte historique chinois Chroniques des Trois Royaumes (il s'agit des Trois Royaumes de Chine, de 220 à 280), publié en 289, le mentionne : « le peuple Goguryeo [renvoyant au peuple coréen] est doué pour faire de la nourriture fermentée telle que le vin, la pâte de soja, et le poisson salé et fermenté » dans la partie Dongyi dans le livre des Wei, La chronique historique des Trois Royaumes de Corée, Samguk Sagi, mentionne également les faïences utilisées pour fermenter les légumes, ce qui montre que les légumes fermentés étaient couramment consommés à cette époque,. Pendant la dynastie de Silla (57 av. J.-C. – 935 apr. J.-C.), le kimchi est devenu très répandu comme le bouddhisme s’est diffusé dans tout le pays et a promu un style de vie végétarien.
Le marinage des légumes était une méthode idéale, précédant les réfrigérateurs, qui permettait de préserver la durée de vie des aliments. En Corée, le Kimchi était fabriqué pendant l’hiver par la fermentation des légumes, et en les enfouissant dans le sol dans des pots en céramique marron traditionnels appelés onggi. Ce travail a également permis la création de liens entre les femmes au sein de la famille. Un poème sur le radis coréen, écrit par Yi Gyubo à 13e siècle, montre que le kimchi au radis était monnaie courante au sein du royaume de Goryeo (918-1392),,.

« Les tranches de radis marinées font un bon plat d’accompagnement d’été,
Le radis préservé dans le sel est un accompagnement d’hiver du début à la fin.
Les racines dans la terre sont plus grosses chaque jour,
La moisson après le givre, une tranche coupée par un couteau a le goût de poire. »

— Yi Gyubo, Dongguk isanggukjip (traduit par Michael J. Pettid, in Korean cuisine: An Illustrated History)
Le Kimchi est un incontournable de la culture coréenne, mais les versions historiques n’étaient pas un plat épicé. Les premières archives ne mentionnent ni ail ni piment. Les piments, maintenant devenus un ingrédient standard du kimchi, étaient inconnus en Corée jusqu’au début de dix-septième siècle étant alors une culture du Nouveau Monde. Les piments, provenant à l’origine des Amériques, ont été apportés en Asie de l’Est par les marchands portugais,,. La première allusion au piment se trouve dans l’encyclopédie Jibong yuseol publiée en 1614,. Le livre du 17e-18e siècle sur la gestion de la ferme parle de kimchi avec du piment,. Cependant, ce n’est qu’au 19e siècle que l’utilisation de piment s’est généralisée. Les recettes du début du 19e siècle sont très proches du kimchi actuel,.
Le livre Jeungbo sallim gyeongje de 1766 rapporte les variétés de kimchi faites avec d’innombrable ingrédients, notamment le chonggak-kimchi (kimchi fait avec du radis Chonggak), le oi-sobagi (avec du concombre), le seokbak-ji (avec du jogi jeot), et le dongchimi,. Néanmoins, le chou chinois n’est arrivé en Corée qu’à la fin du 19e siècle, et le kimchi composé de chou similaire à sa forme actuelle est décrit dans le livre de cuisine Siuijeonseo publié à l’époque.
Le Kimchi est un plat national aussi bien en Corée du Nord et du Sud. Pendant l’implication de la Corée du Sud dans la guerre du Vietnam, son gouvernement a demandé aux États-Unis de garantir que les soldats sud-coréens, ayant apparemment « désespérément » besoin de nourriture, pourraient en obtenir sur le champ de bataille. Le président sud-coréen Park Chung-hee a dit au président américain Lyndon B. Johnson que le kimchi était « indispensable au moral des soldats coréens ». Le kimchi fut aussi envoyé dans l’espace à bord du Soyuz TMA-12 avec un astronaute sud-coréen Yi So-yeon après des travaux de recherche de plusieurs millions de dollars pour tuer les bactéries et diminuer l’odeur sans que cela affecte le goût. Le 22 novembre 2017 un Google doodle a servi à « Célébrer le Kimchi ».

## Ingrédients

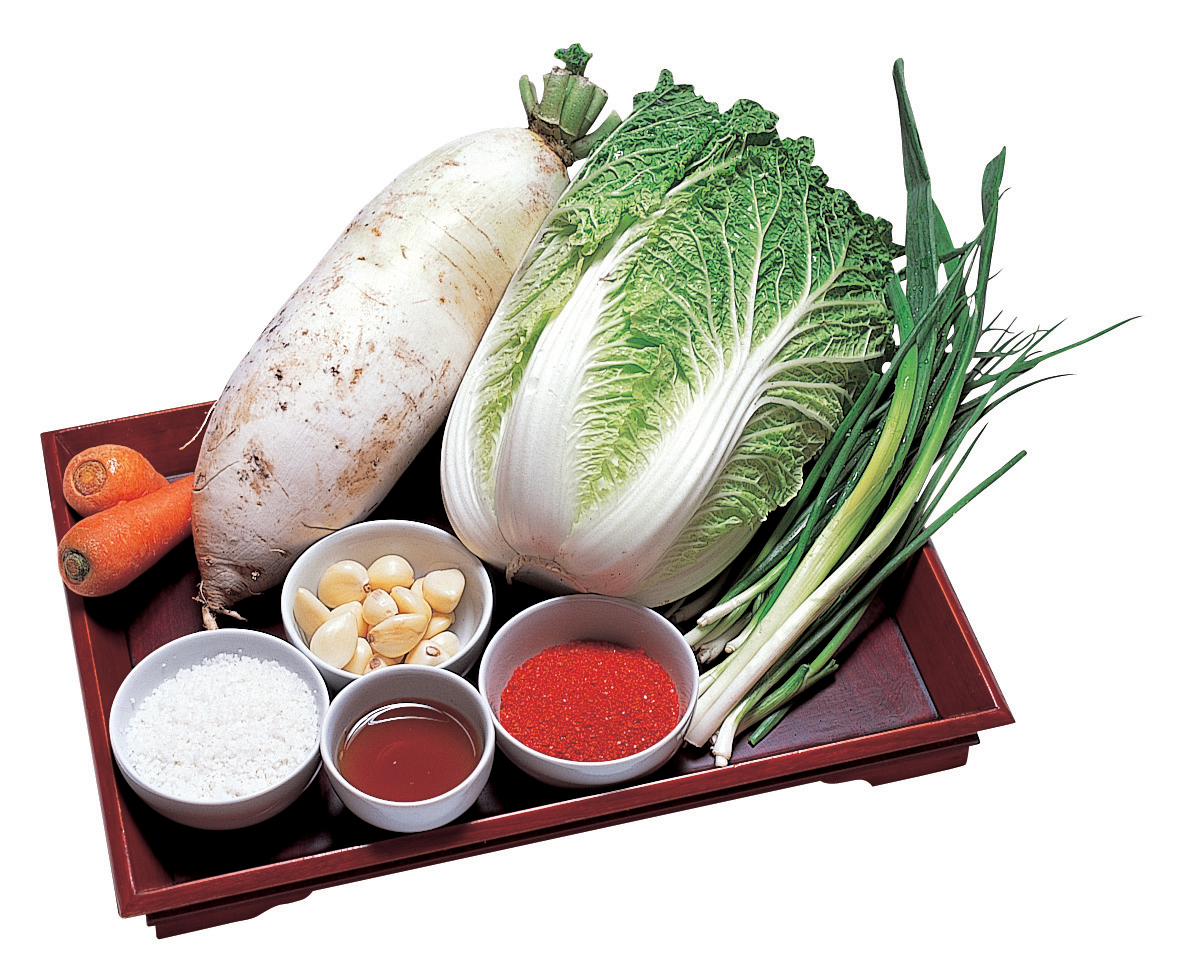
Les ingrédients basiques du kimchi

Les variétés de Kimchi sont déterminées par les principaux légumes et le mélange d’assaisonnement utilisés.

### Légumes
Il existe de nombreux types de Kimchi, mais sa version la plus célèbre est le Kimchi au chou. Pour de nombreuses familles, ce repas piquant et souvent épicé est une source de fierté et rappelle le goût d'un bon foyer. Les choux (choux napa, bomdong (en), choux pommés) et les radis (radis coréens, radis en queue de cheval, radis gegeol, yeolmu (en)) sont les légumes kimchi les plus couramment utilisés. Les autres légumes kimchi incluent: aster, racines de platycodon, racines de bardane, céleri, chamnamul (en), coriandre, cresson, feuilles de chrysanthème couronné, concombre, aubergine, ciboule de Chine, gousses d'ail, angélique de la Corée, racines de lotus, feuilles de moutarde, oignons, feuilles de perilla, pousses de bambou, margoses, citrouilles, feuilles de colza, ciboule hybride, pousses de soja, épinards, betteraves à sucre, patates douces et tomates.

### Assaisonnements
Le sel de saumure (dont le grain est plus gros que le sel de cuisine) est principalement utilisé pour le salage initial des légumes kimchi. Étant peu transformé, il contribue au développement des arômes dans les aliments fermentés.
Les assaisonnements couramment utilisés comprennent le gochugaru (poudre de chili), les oignons verts, l'ail, le gingembre et le jeotgal (fruits de mer salés). Le jeotgal peut être remplacé par des fruits de mer crus dans les régions plus froides du nord de la péninsule coréenne. S'il est utilisé, le saeu-jeot (crevette salée) plus doux est préférable et la quantité de jeotgal est également réduite dans les régions du Nord et du Centre. En Corée du Sud, en revanche, on utilise couramment une quantité généreuse de myeolchi-jeot (anchois salés) et de galchi-jeot (poisson-sabre salé). Des fruits de mer crus ou daegu-agami-jeot (branchies de morue salée) sont utilisés sur les zones de la côte est.
Du sel, des oignons verts, de l'ail, de la sauce de poisson et du sucre sont couramment ajoutés pour parfumer le kimchi.

### Les micro-organismes présents dans le kimchi
Parmi les micro-organismes présents dans le kimchi se trouvent : Bacillus mycoides, B. pseudomycoides, B. subtilis, Lactobacillus brevis, Lb. curvatus, Lb. kimchii, Lb. parabrevis, Lb. pentosus, Lb. plantarum, Lb. sakei, Lb. spicheri, Lactococcus carnosum, Lc. gelidum, Lc. lactis, Leuconostoc carnosum, Ln. citreum, Ln. gasicomitatum, Ln. gelidum, Ln. holzapfelii, Ln. inhae, Ln. kimchii, Ln. lactis, Ln. mesenteroides, Serratia marcescens, Weissella cibaria, W. confusa, W. kandleri, W. kimchii. W. koreensis, et W. soli,,,,,,,.

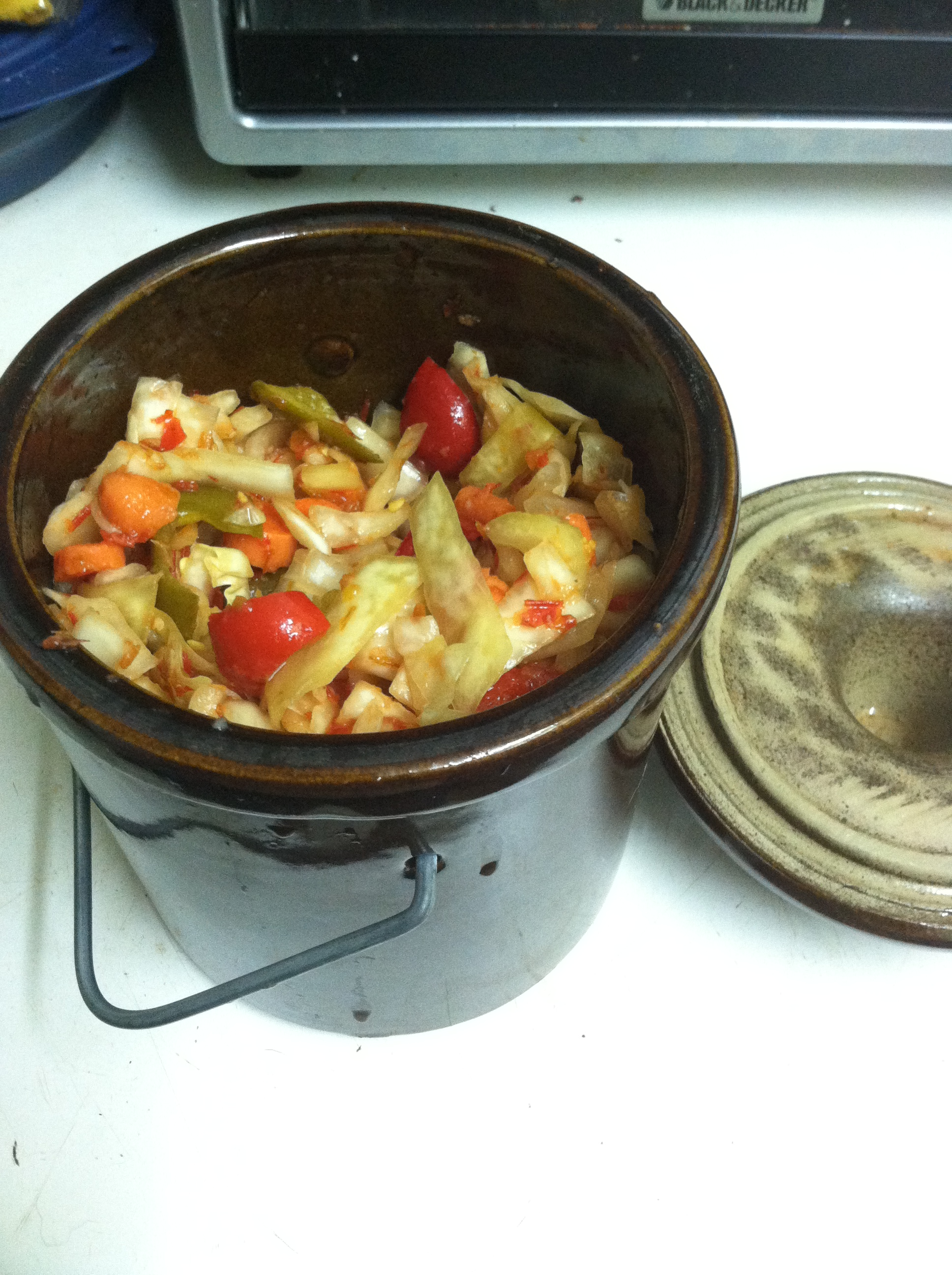
La fermentation du kimchi.

Ces micro-organismes, présents dans la microflore naturelle, se retrouvent dans le kimchi en utilisant des produits alimentaires non stérilisés lors de la fabrication,. Le fait de saler les matières premières inhibe les pathogènes et les bactéries en putréfaction présents dans la microflore, permettant aux bactéries lactiques (BAL) de se développer et de devenir les micro-organismes dominants,. Puisque les légumes crucifères crus sont eux-mêmes source de BAL nécessaires à la fermentation, aucune culture de départ n’est requise dans la production du Kimchi : la fermentation se produit de façon spontanée. La population totale de micro-organismes présents au début du processus détermine l’issue de la fermentation, provoquant alors un résultat final très variable en qualité et en goût. Actuellement, il n’y a aucune méthode recommandée pour contrôler la flore microbienne pendant la fermentation afin d’anticiper le produit final.

## Sous-produits du métabolisme des micro-organismes
Les bactéries BAL produisent de l'acide lactique, du peroxyde d'hydrogène et du dioxyde de carbone au cours de la digestion. L'acide lactique fait rapidement baisser le pH, créant un environnement acide inhabitable pour la plupart des autres micro-organismes ayant survécu au salage. Cela modifie le goût des ingrédients et peut augmenter la valeur nutritive, car la population microbienne peut synthétiser les vitamines B et hydrolyser la cellulose dans les tissus végétaux, et ainsi libérer des nutriments normalement indisponibles pour le système digestif humain. Le peroxyde d'hydrogène est formé par l'oxydation du nicotinamide adénine dinucléotide réduit (NADH), il fournit un antibiotique pour inhiber certains micro-organismes indésirables. Le dioxyde de carbone agit en tant que conservateur, évacuant l'oxygène pour créer un environnement anaérobie et créant la carbonatation souhaitée dans le produit final.

## Variétés

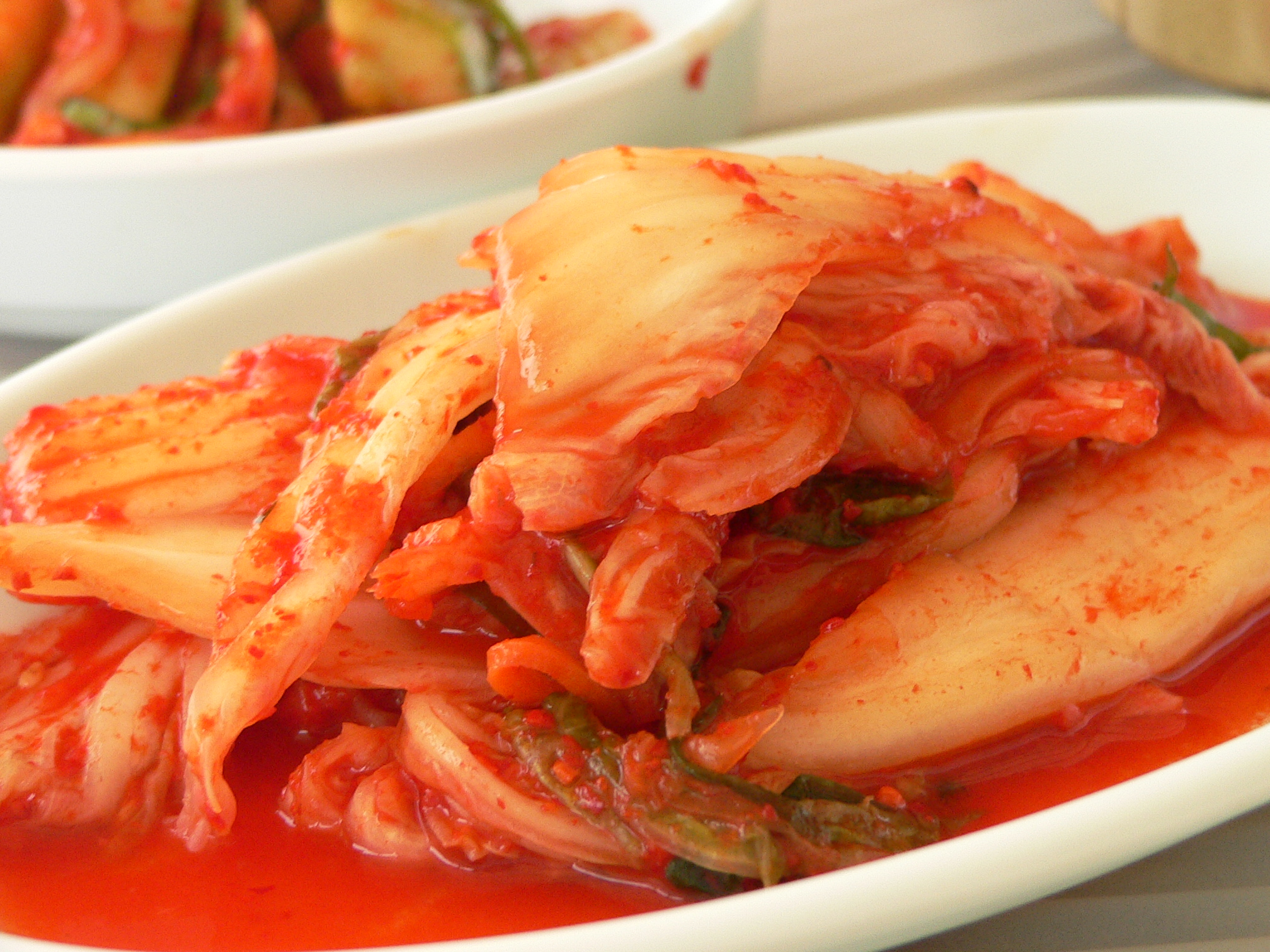
Baechu kimchi, une des nombreuses sortes de kimchi.

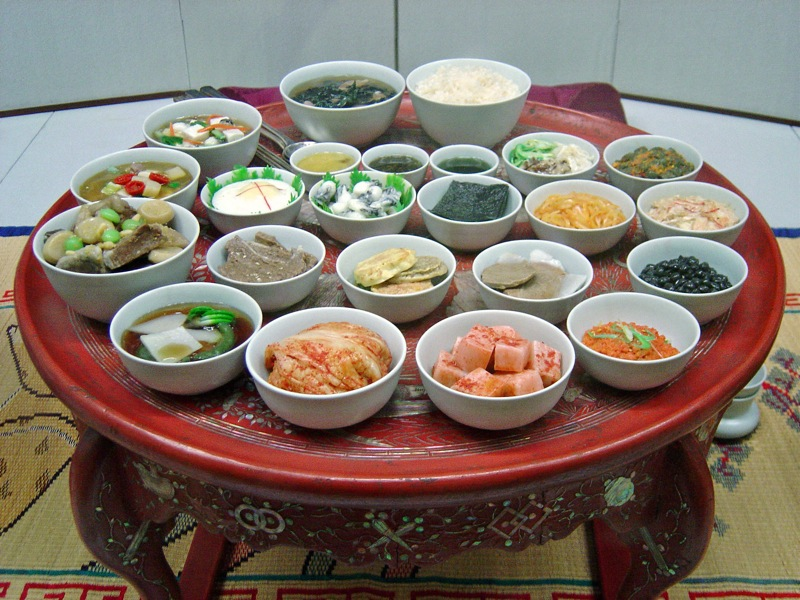
Des kimchi au milieu d'autres banchan, petits plats d'accompagnement des repas coréens traditionnels.

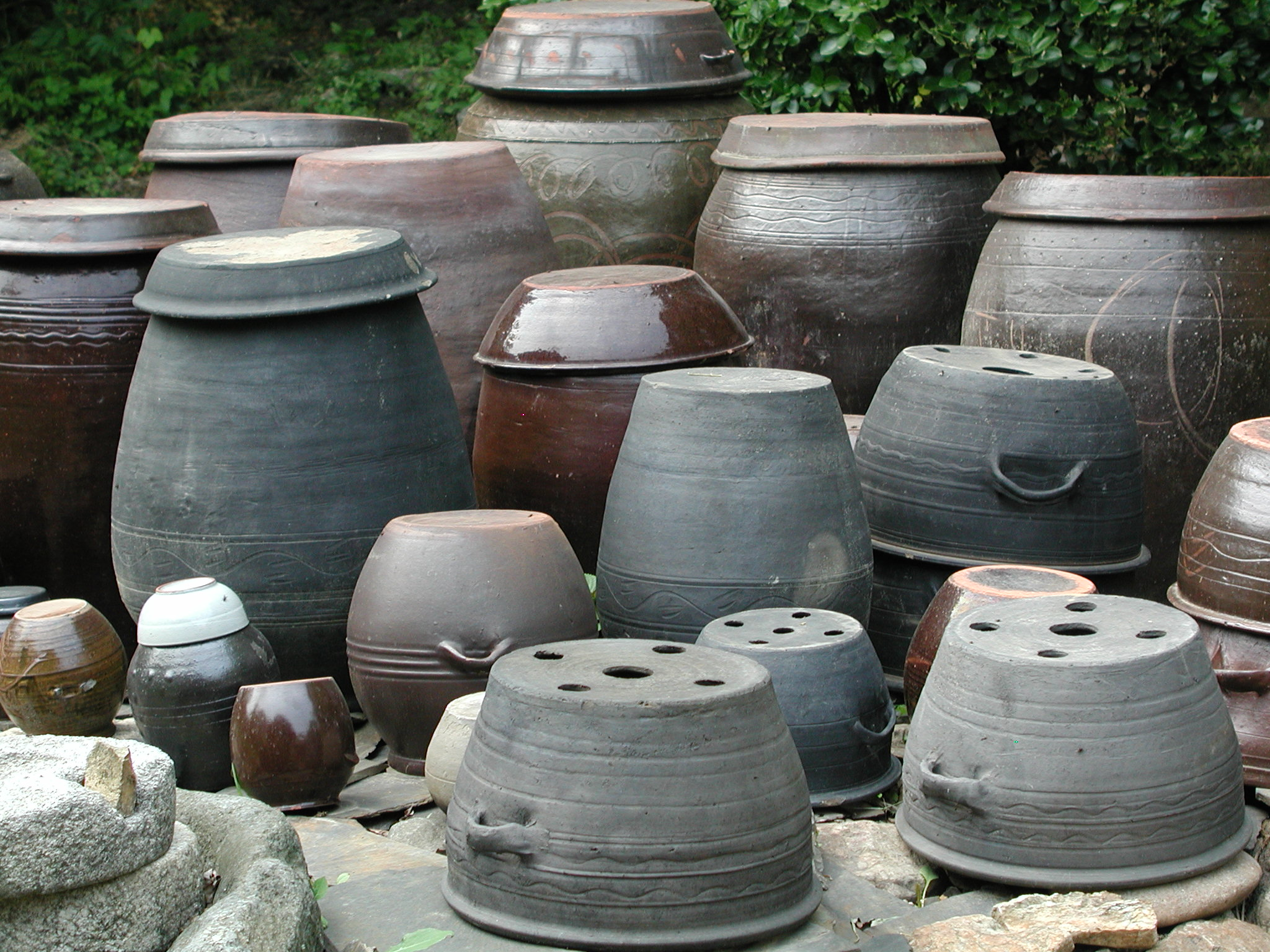
Jarres utilisées pour préparer les kimchi.

Les ingrédients les plus courants du kimchi sont le chou chinois, les carottes, les radis comme le radis blanc, l'ail, le piment rouge, l'oignon blanc frais, les crevettes fermentées ou autres fruits de mer, le gingembre, le sel et le sucre. Alors que l'on associe généralement le kimchi au chou chinois fermenté avec un mélange de piment rouge, d'ail, de gingembre, et de sauce de poisson salée (baech'u kimch'i), il existe différents types de kimchi, dont plusieurs variétés régionales ou saisonnières. On trouve par exemple le kaktugi, à base de radis, et l'oisobagi, à base de concombre farci. Le kaennip se compose de couches de feuilles de perilla marinées dans un mélange de sauce de soja, de piments, d'ail, d'oignons verts et d'autres épices.
Le baechu kimchi (kimchi de chou chinois), qui est la variété de kimchi la plus répandue aujourd'hui, est en fait relativement récent. Les piments rouges ont été introduits en Corée par les Japonais au début du XVIIe siècle et leur utilisation dans les kimchi n'est devenue populaire que deux siècles plus tard. Le chou chinois n'a sans doute pas été introduit en Corée avant le XIXe siècle ; auparavant, le kimchi devait être fabriqué à partir de légumes autochtones.
Le kimchi peut être préparé avec du chou occidental s'il n'est pas possible de se procurer de chou chinois. En Corée, le kimchi est un accompagnement populaire, mais il est aussi souvent utilisé comme un ingrédient culinaire, par exemple dans le kimchi chigae (soupe de kimchi) ou le kimchi bokkumbap (riz frit au kimchi).
Sa fermentation se réalise dans des jarres en terre cuite ensevelies pour certaines dans la terre, et peut durer plusieurs mois, voire plusieurs années.
Le Kimchi est l’un des plats les plus importants dans la cuisine coréenne. « Kimchi » est la terminologie coréenne pour légumes fermentés, et englobe les légumes salés et assaisonnés. Le Kimchi est un plat traditionnel coréen composé de légumes marinés, qui est le plus souvent servi en tant que plat d’accompagnement à chaque repas, mais il peut aussi être servi en tant que plat principal. Le Kimchi est généralement reconnu comme un plat de chou fermenté et épicé.
Les variations sont illimitées, comme les coréens « peuvent faire du kimchi avec tout ce qui comestible, un concept qui élargit les possibilités… ». Le nombre de variétés continue d’augmenter, et le goût peut varier d’une région et d’une saison à l’autre. Traditionnellement, le secret de la préparation du kimchi se passait de mère en fille dans l’espoir que cette dernière devienne une épouse convenable pour son mari. Cependant, avec les avancées technologiques actuelles et l’augmentation de l’utilisation des réseaux sociaux, beaucoup de personnes dans le monde entier ont maintenant accès aux recettes de kimchi.
Le kimchi peut être classé selon les principaux ingrédients, les régions et les saisons. La différence de température entre la Corée du Nord et la Corée du Sud est considérable[réf. souhaitée]. Il y a plus de 180 variétés reconnues de kimchi[réf. souhaitée]. Les variétés de kimchi les plus courantes sont :
- baechu-kimchi (배추김치), kimchi de chou chinois épicé, fait à partir de feuilles de chou entières ;
- Baechu-geotjeori (배추겉절이), kimchi au chou chinois non-fermenté ;
- Bossam-kimchi (보쌈김치), kimchi enroulé ;
- Baek-kimchi (백김치), kimchi blanc, fait sans piment ;
- Dongchimi (동치미), kimchi aqueux non épicé ;
- Nabak-kimchi (나박김치), kimchi aqueux légèrement épicé ;
- Chonggak-kimchi (총각김치), kimchi aux jeunes radis blancs coréens, épicé et populaire ;
- Kkakdugi (깍두기), kimchi aux radis coréen coupés en cube très odorant ;
- Oi-sobagi (오이소박이), kimchi aux concombres qui peuvent être farcis de fruits de mer et de pâte de piment. C’est un choix populaire au printemps et en été ;
- Pa-kimchi (파김치), kimchi épicé à l’oignon vert ;
- Yeolmu-kimchi (열무김치), fait de jeunes radis d’été (yeolmu) et qui n’est pas nécessairement fermenté ; également populaire au printemps et en été ;
- Gat-kimchi (갓김치), fait à partir de moutarde chinoise.

Le kimchi de Corée du Nord est généralement moins salé et pimenté et ne contient habituellement pas de fruits de mer en assaisonnement. Le kimchi du Nord a souvent une consistance aqueuse.
Le Kimchi de Corée du Sud, comme le Jeolla-do et le Gyeongsang-do, contient du sel, du piment et du myeolchijeot (멸치젓, anchois saumurés laissés à fermenter) ou du saeujeot (새우젓, crevettes saumurées laissées à fermenter), myeolchiaekjeot (멸치액젓), kkanariaekjeot (까나리액젓), de l’anchois salé liquide, similaires aux sauces de poissons utilisées en Asie du Sud-Est, mais plus épaisses.
Le Saeujeot (새우젓) ou myeolchijeot n’est pas ajouté au mélange d’assaisonnement épicé, mais est d’abord mijoté pour réduire les odeurs, éliminer la saveur tannique et les matières grasses, puis est mélangé à un épaississant fait à partir de riz ou d’amidon de blé (풀). Cette technique tombe en désuétude ces 40 dernières années.

### Couleur

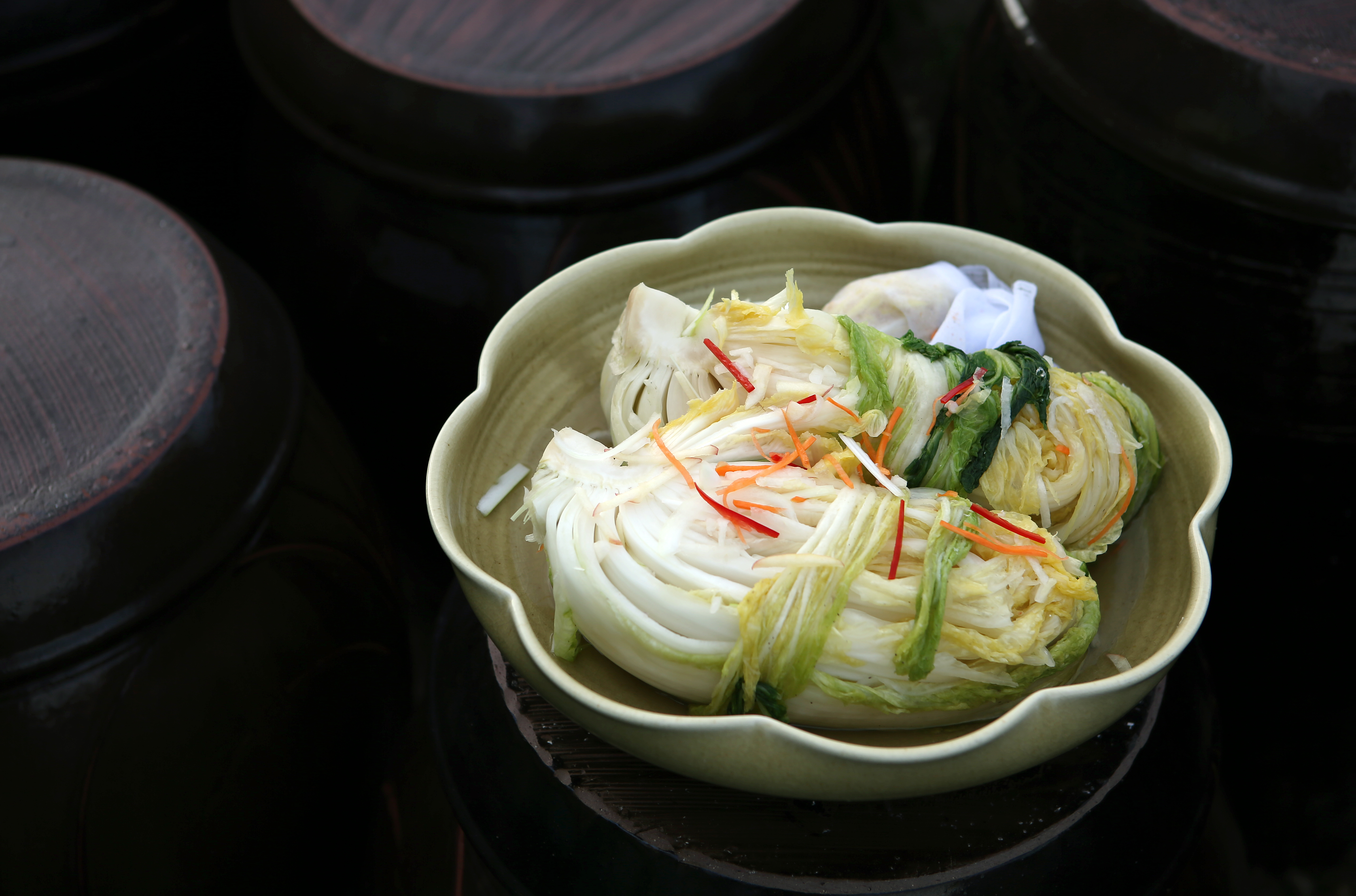
Kimchi blanc

Les Kimchi blancs ne sont ni de couleur rouge ni épicés. Cela inclut le kimchi au chou chinois blanc et d’autres variétés tel que le kimchi au radis blanc (dongchimi). Les variétés de kimchi blanc aqueux sont parfois utilisées en tant qu’ingrédient dans de nombreux plats comme les nouilles froides dans la saumure du dongchimi (dongchimi-guksu).

### Âge
- Geotjeori (겉절이) kimchi frais et non-fermenté.
- Mugeun-ji (묵은지), aussi connu sous le nom de mugeun-kimchi (묵은김치), kimchi âgé.

### Région
Cette classification régionale remonte aux années 1960 et contient de nombreux faits historiques, mais les tendances actuelles en matière de fabrication de kimchi en Corée sont généralement différentes de celles mentionnées ci-dessous.
- Pyongan-do (Corée du Nord, en dehors de Pyongyang) : Les ingrédients non traditionnels ont été adaptés dans les zones rurales en raison de graves pénuries alimentaires.
- Hamgyeong-do (nord-est supérieur) : En raison de sa proximité avec l'océan, les habitants de cette région utilisent du poisson frais et des huîtres pour assaisonner leurs kimchi.
- Hwanghae-do (Midwest) : Le goût du kimchi à Hwanghae-do n'est pas fade mais pas extrêmement épicé non plus. La plupart des kimchi de cette région ont moins de couleur, car les flocons de piment rouge ne sont pas utilisés. Le kimchi typique du Hwanghae-do s'appelle hobakji. Il est fait avec de la citrouille (bundi).
- Gyeonggi-do (Bas-Midwest de Hwanghae-do).
- Chungcheong-do (entre le Gyeonggi-do et le Jeolla-do) : au lieu d'utiliser du poisson fermenté, les habitants de la région comptent sur le sel et la fermentation pour produire du kimchi savoureux. Chungcheong-do détient la plupart des variétés de kimchi.
- Gangwon-do (Corée du Sud) / Kangwon-do (Corée du Nord) (Moyen-Orient) : dans le Gangwon-do, le kimchi est stocké pendant de plus longues périodes. Contrairement aux autres régions côtières coréennes, le kimchi de cette région ne contient pas beaucoup de poisson salé.
- Jeolla-do (Bas Sud-Ouest) : du maigre jaune salée et du poisson-papillon salé sont utilisés dans cette région pour créer différents assaisonnements pour le kimchi.
- Gyeongsang-do (Bas Sud-Est) : La cuisine de cette région est plus salée et plus épicée. Les composants d'assaisonnement les plus courants comprennent le myeolchijeot, qui produit une saveur salée.
- Pays étrangers : dans certaines régions du monde, les gens font parfois du kimchi avec du chou occidental et de nombreux autres ingrédients alternatifs tels que le brocoli.

### Saison

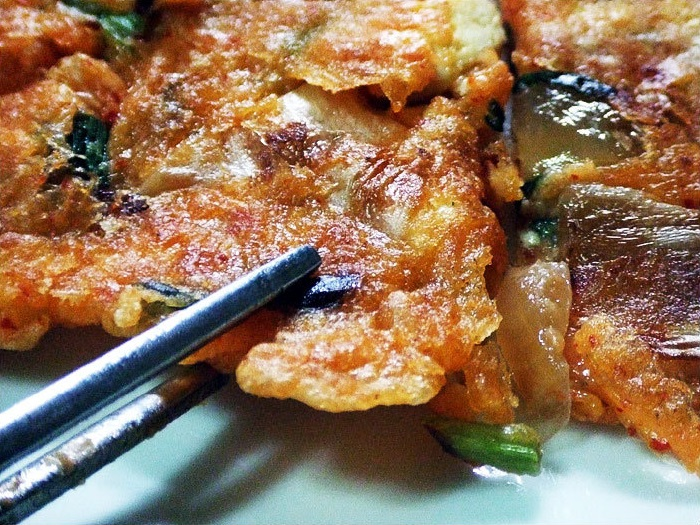
Kimchi buchimgae, des savoureux pancakes coréens avec du kimchi

Différents types de kimchi étaient traditionnellement fabriqués à différentes périodes de l’année, en fonction du moment où les légumes étaient de saison et pour tirer parti des saisons chaudes et froides pour une meilleure réfrigération. Bien que l'avènement de la réfrigération moderne – y compris les réfrigérateurs à kimchi spécialement conçus avec des contrôles précis pour maintenir différentes variétés de kimchi à des températures optimales à différents stades de fermentation – ait rendu cette saisonnalité inutile, les Coréens continuent à consommer du kimchi selon les préférences saisonnières traditionnelles[réf. souhaitée].

### Printemps

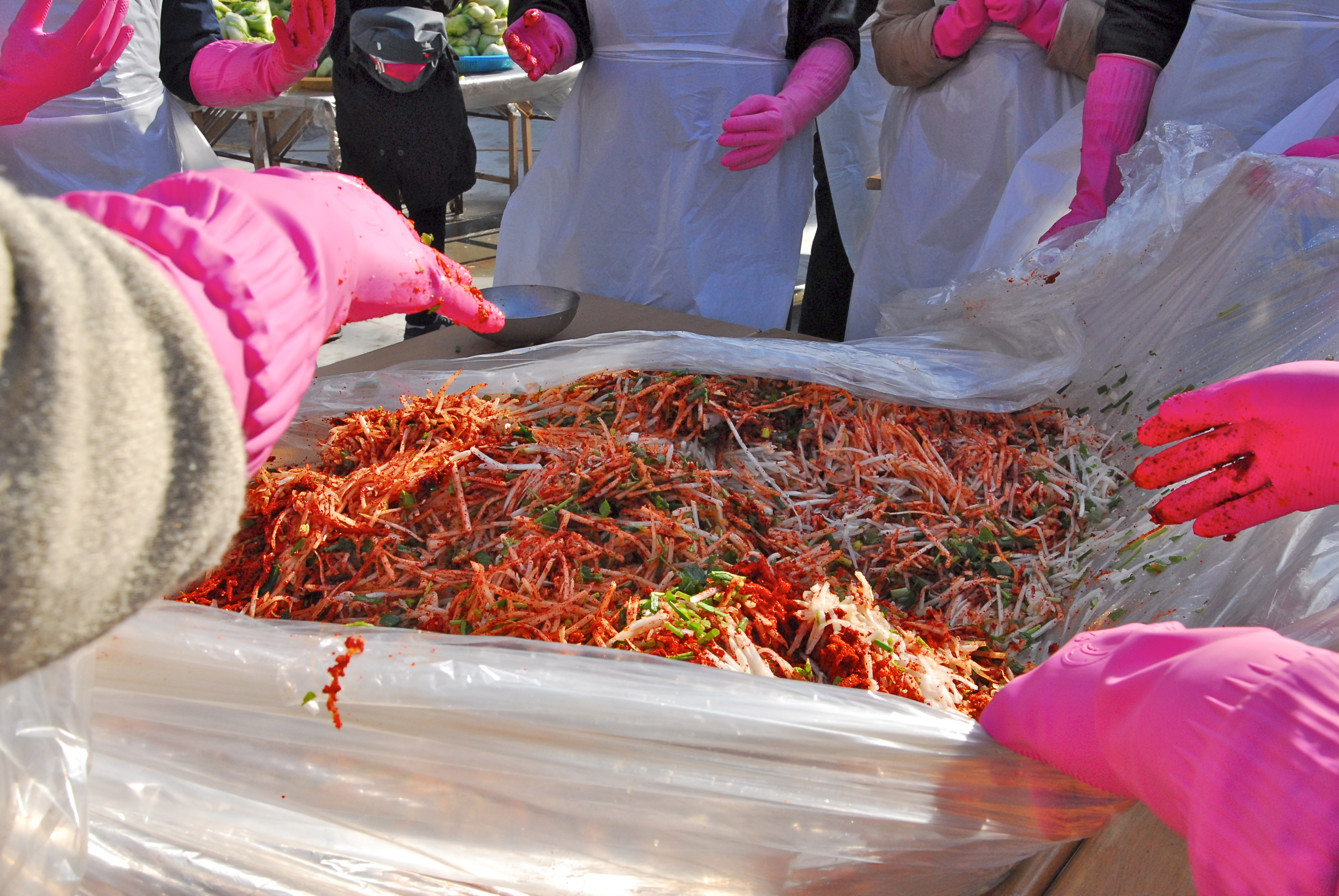
Gimjang kimchi

Après une longue période de consommation de gimjang kimchi (김치) en hiver, des herbes potagères et des légumes frais ont été utilisés pour la fabrication du kimchi. Ces sortes de kimchi n'ont pas été fermentées ni même conservées pendant de longues périodes, mais ont été consommées fraîches.

### Été

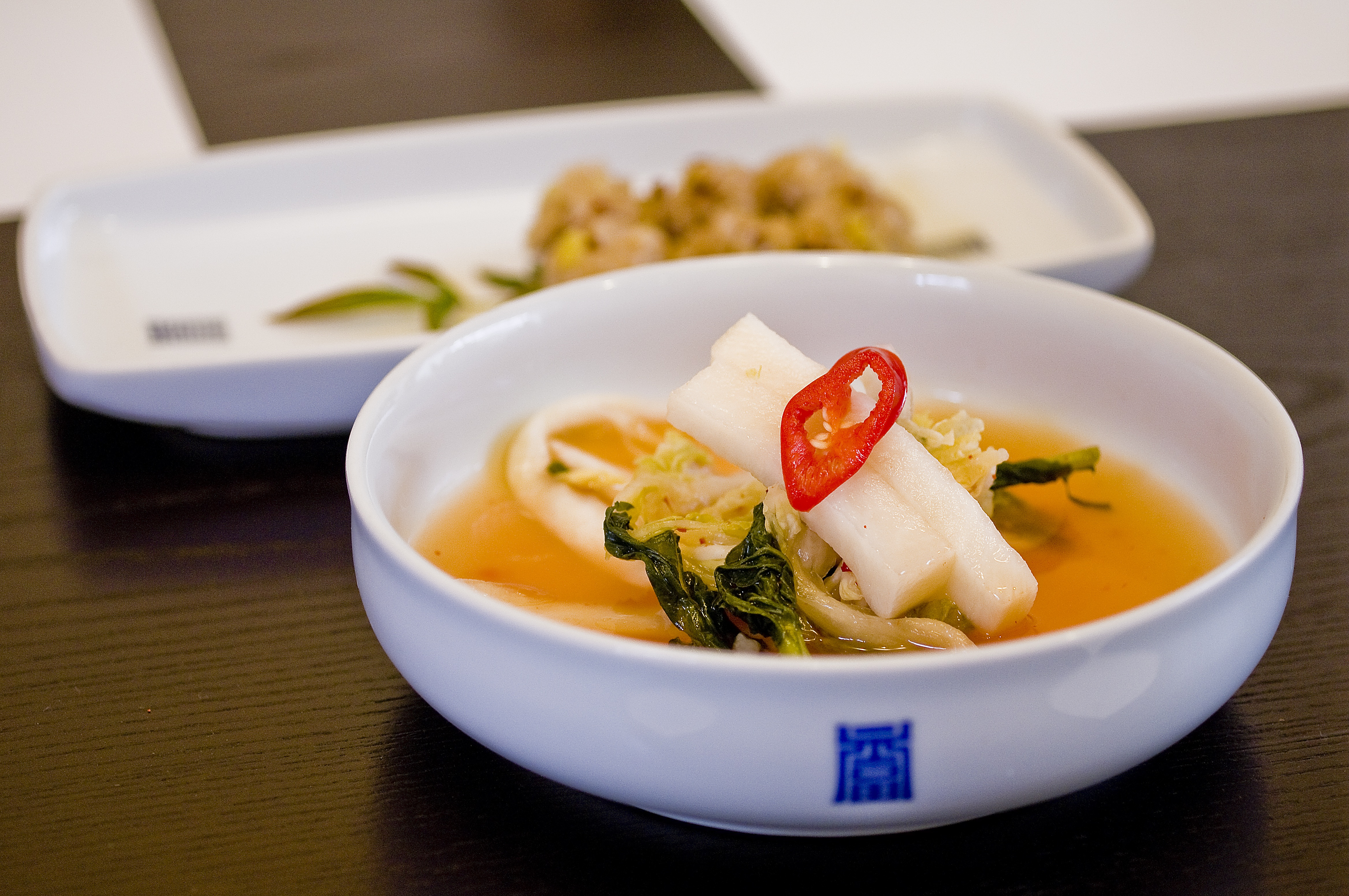
Yeolmukimchi

Les radis Yeolmu et les concombres sont des légumes d’été transformés en kimchi, yeolmu-kimchi (김치), qui se mange en plusieurs bouchées. On peut ajouter du poisson saumuré ou des crustacés, et on utilise souvent des piments séchés fraîchement moulus.

### Automne
Le Baechu kimchi est préparé en insérant de la farce mélangée, appelé sok (littéralement à l'intérieur), entre des couches de feuilles salées de chou Napa entier non coupé. Les ingrédients de sok peuvent varier en fonction des régions et des conditions météorologiques. En règle générale, le baechu kimchi avait une saveur fortement salée jusqu'à la fin des années 1960, avant laquelle une grande quantité de myeolchijeot ou de saeujeot avait été utilisée.

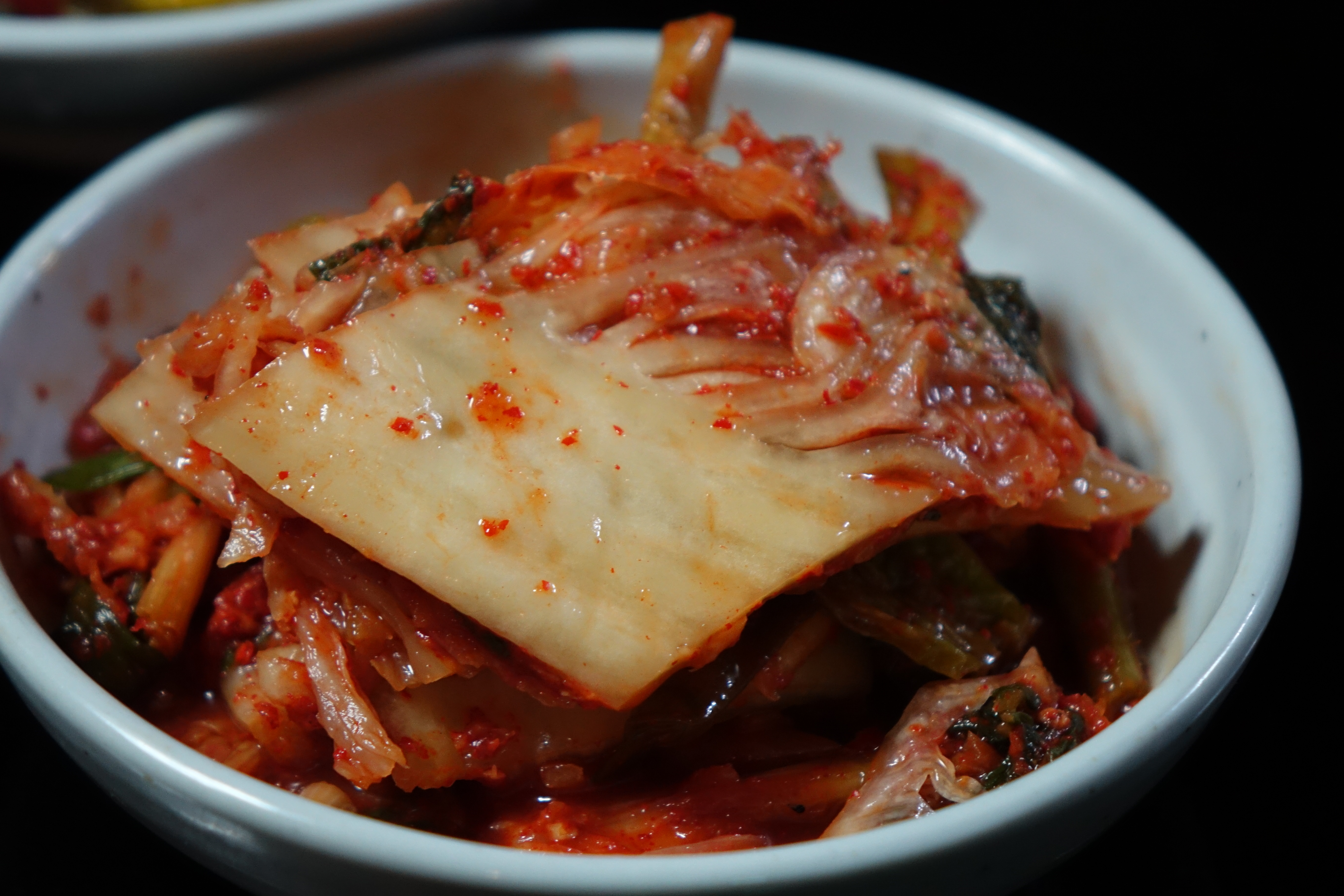
Baechu kimchi

Le Kimchi Gogumasoon est fabriqué à partir de tiges de patate douce.

### Hiver
Traditionnellement, les plus grandes variétés de kimchi étaient disponibles en hiver. En prévision des longs mois d’hiver, de nombreux types de kimjang kimchi ont été préparés au début de l’hiver et stockés dans le sol dans de grands pots à kimchi. Aujourd'hui, de nombreux citadins utilisent des réfrigérateurs modernes à kimchi, offrant des contrôles de température précis pour stocker le kimchi. Novembre et décembre sont traditionnellement les mois où les gens commencent à faire du kimchi; les femmes se rassemblent souvent chez elles pour aider à la préparation du kimchi d'hiver. Le "baechu kimchi" est composé de baechu salé, rempli de fines lanières de radis, persil, pignons de pin, poires, châtaignes, poivron rouge râpé, lichen de manne (coréen: 버섯; RR: seogi beoseot), d'ail et de gingembre.

### La préférence des Coréens

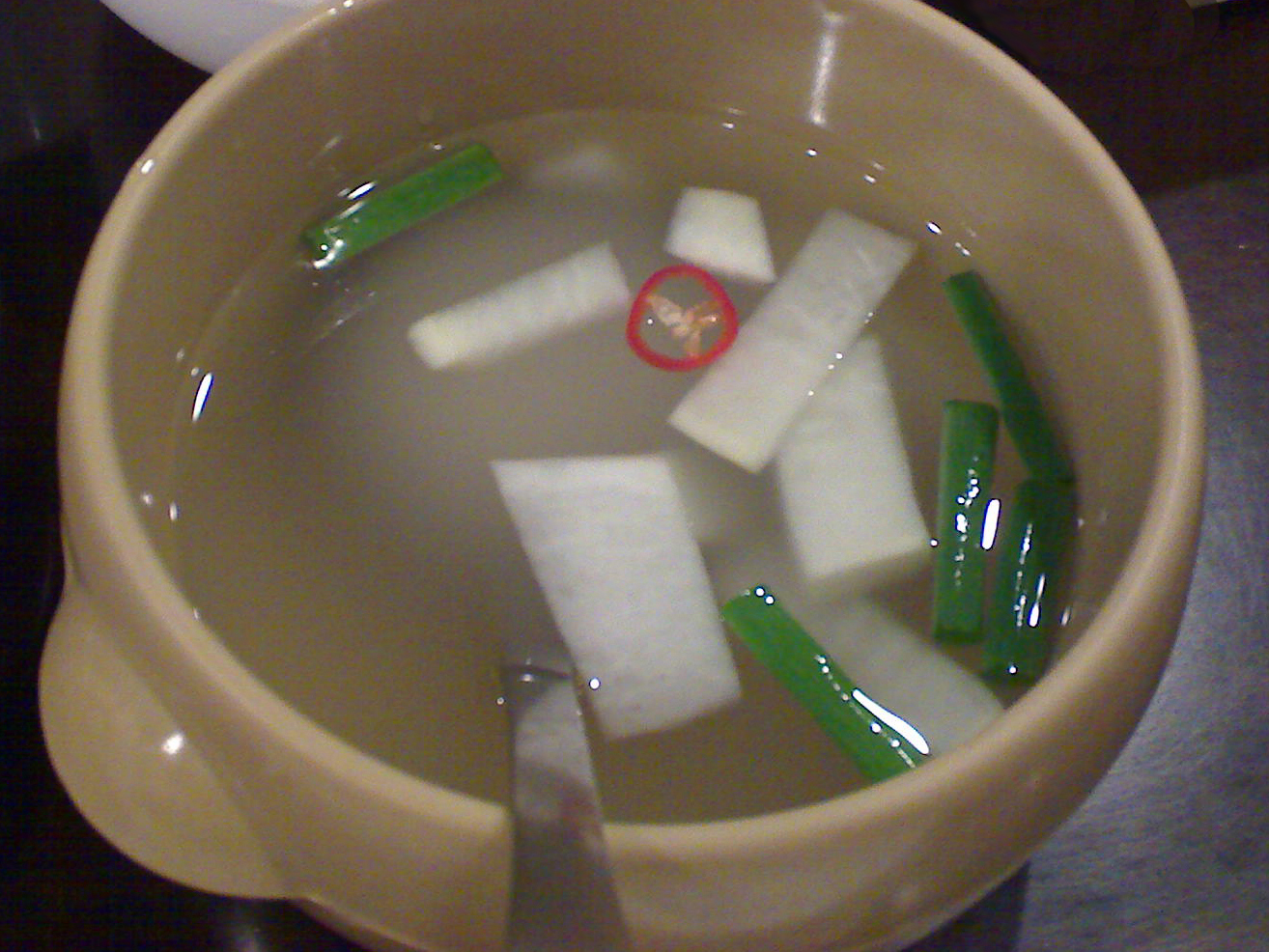
Kimchi dongchimi

Un livre de 2004 sur la préservation des légumes indiquait que la préparation du kimchi dans les ménages coréens, du type de kimchi le mieux préparé aux types de kimchi les moins préparés, était : baechu kimchi, étant le type de kimchi le mieux préparé, puis le kaktugi, puis le dongchimi et le chonggak Kimchi. Le livre indique que le baechu kimchi comprend plus de 70 % des kimchi et des radis kimchi commercialisés comprend environ 20 % des kimchi commercialisés.

## Nutrition et santé
Les lactobacilles étant très impliqués dans la fermentation du kimchi, il en résulte une concentration en acide lactique supérieure à celle du yaourt. En Asie de l'Est, le faible nombre de cas de SRAS (syndrome respiratoire aigu sévère) en Corée est parfois attribué à l'habitude coréenne de consommer de grandes quantités de kimchi, bien qu'aucun lien entre cette consommation et une résistance au SRAS n'ait été scientifiquement établi. En Corée, le kimchi est réputé bénéfique pour la santé, les brassicacées sont considérées bonnes pour la prévention du cancer.
Selon un article paru en 2003 dans le Los Angeles Times, les Sud-Coréens consomment 18 kg de kimchi par personne et par an. Un livre de 2015 citait une source de 2011 qui affirmait que les Coréens adultes mangeaient de 50 grammes (0,11 lb) à 200 grammes (0,44 lb) de kimchi par jour.
Certains Coréens pensent que le kimchi les aide à faire face à leur vie au rythme effréné. Le Kimchi est composé de divers légumes et contient une forte concentration de fibres alimentaires,, tout en étant pauvre en calories. Une portion fournit également plus de 50 % de la quantité quotidienne recommandée de vitamine C et de carotène. La plupart des types de kimchi contiennent des oignons, de l'ail, du gingembre et des piments chili, qui sont tous salutaires. Les légumes utilisés dans le kimchi contribuent également à l'apport en vitamine A, en thiamine (B1), en riboflavine (B2), en calcium et en fer et contiennent des bactéries lactiques, parmi lesquelles l'espèce typique Lactobacillus kimchii,,.
Lors de l’épidémie de SRAS en Asie en 2003, de nombreuses personnes pensaient que le kimchi pouvait protéger contre l’infection. Bien qu'aucune preuve scientifique ne corrobore cette conviction, les ventes de kimchi ont augmenté de 40 %,.

## Production
La Corée du Sud consomme 1,85 million de tonnes de kimchi par an. Il en importe une fraction importante, principalement de Chine, et il enregistre un déficit commercial de 47,3 millions de dollars de kimchi.

## Processus de fabrication
La première étape dans la fabrication d'un kimchi consiste à couper le chou ou le daikon en morceaux plus petits et uniformes pour augmenter la surface. Les morceaux sont ensuite recouverts de sel pour les conserver, et pour en extraire l’eau afin de réduire l’activité de ses molécules. Cela inhibe la croissance des micro-organismes indésirables en limitant l’eau disponible pour la croissance et la digestion. L'étape de salage peut utiliser 5 à 7 % de salinité pendant 12 heures ou 15 % de 3 à 7 heures. L'excès d'eau est ensuite évacué et les assaisonnements sont ajoutés. Le sucre, qui est parfois ajouté, a également pour effet d’absorber l'eau restante. Enfin, les légumes en saumure sont placés dans des bocaux hermétiques et reposent pendant 24 à 48 heures à température ambiante. La concentration de sel idéale pendant le processus de fermentation est d'environ 3 %. Étant donné que le processus de fermentation aboutit à la production de dioxyde de carbone, le pot doit être ouvert quotidiennement pour libérer le gaz.

## Réglementation alimentaire
L’agence Canadienne d’inspection des aliments a une réglementation pour la production commerciale du kimchi. Le produit final doit avoir un pH compris entre 4,2 et 4,5. Tout ingrédient à faible acidité avec un pH supérieur à 4,6, notamment le radis blanc et le chou chinois, ne doit pas être laissé dans des conditions qui favorisent le développement de micro-organismes indésirables et nécessite une illustration de la démarche visant à garantir sa disponibilité si nécessaire. Cette conception procédurale devrait comporter des étapes pour maintenir la stérilité du matériel et des produits utilisés, et les détails de tous les processus de stérilisation.

## Histoire récente

### Le conflit du kimchi japonais de 1996

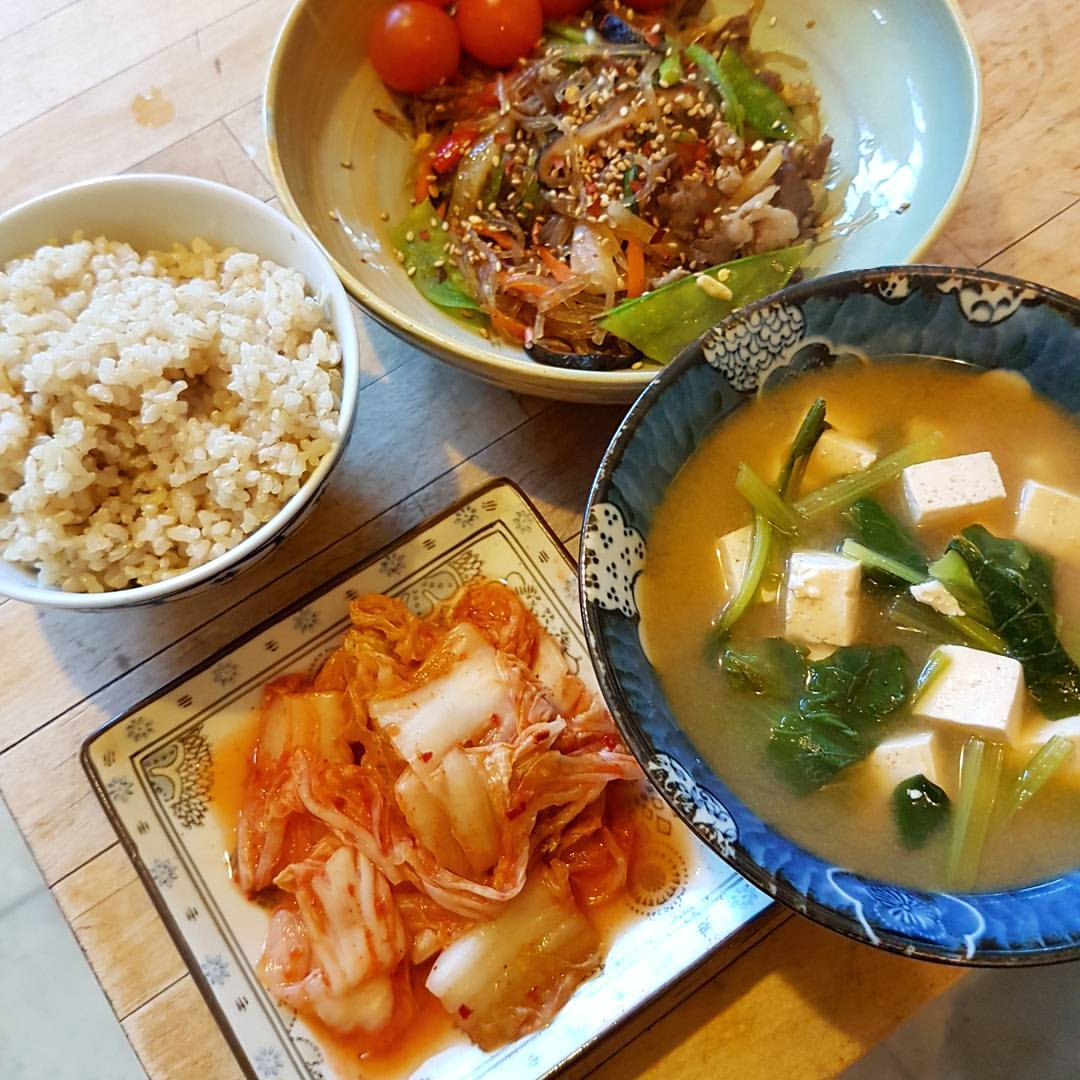
Kimchi au Japon

En 1996, la Corée a protesté contre la production commerciale japonaise de kimchi, affirmant que le produit fabriqué au Japon (kimuchi) était différent du kimchi (en particulier, le kimuchi japonais n'était pas fermenté, il était donc salé comme du chou doux). La Corée a fait pression pour que le Codex Alimentarius, une organisation associée à l'Organisation mondiale de la santé, définisse des normes pour la préparation des aliments à des fins commerciales internationales,. En 2001, le Codex Alimentarius a publié une norme définissant le kimchi comme "un aliment fermenté qui utilise des choux napa salés comme ingrédient principal mélangé à des assaisonnements et qui passe par un processus de production d'acide lactique à basse température", mais qui ne spécifie aucun minimum de fermentation et qui n’interdit pas l’utilisation d’additifs.

### Visites de la patrie de 1998 à 2007
La Corée du Sud a mis au point des programmes permettant aux enfants coréens adoptés devenus adultes de revenir en Corée du Sud et d’apprendre ce que signifie être coréen. L'un de ces programmes était d'apprendre à faire du kimchi.

### Crise des prix des ingrédients du kimchi en 2010
En raison des fortes pluies raccourcissant la période de récolte du chou et des autres ingrédients principaux du kimchi en 2010, le prix des ingrédients du kimchi et du kimchi lui-même a augmenté considérablement. Les journaux coréens et internationaux ont décrit la hausse des prix comme une crise nationale. Certains restaurants ont cessé d'offrir le kimchi comme plat d'accompagnement gratuit, ce que le New York Times a comparé à un restaurant de hamburgers américain qui n'offre plus de ketchup gratuit. En réponse à la crise des prix du kimchi, le gouvernement sud-coréen a annoncé la réduction temporaire des droits de douane sur les choux importés, afin de coïncider avec la saison du Kimjang.

### 2012: interdiction effective des exportations de kimchi coréen vers la Chine
Depuis 2012, le gouvernement chinois a effectivement interdit les exportations coréennes de kimchi en Chine par le biais de réglementations gouvernementales. Ignorant les normes du kimchi définies par le Codex Alimentarius, la Chine a défini le kimchi comme un dérivé de l'une de ses propres cuisines, appelée pao cai. Toutefois, en raison de techniques de préparation sensiblement différentes de celles du pao cai, le processus de fermentation du kimchi est sensiblement supérieur à celui des bactéries lactiques, ce qui dépasse les normes de la Chine. Depuis 2012, les exportations commerciales de kimchi coréen vers la Chine ont atteint zéro, les seules quantités mineures d'exportations comptabilisées pour le kimchi coréen sont des manifestations organisées en Chine.

### Patrimoine culturel immatériel de l'humanité
Des articles liés au kimchi ont été inscrits sur la liste représentative du patrimoine culturel immatériel de l'humanité de l'UNESCO par la Corée du Sud et par la Corée du Nord. Cela fait du kimchi le deuxième patrimoine immatériel soumis par deux pays différents, l’autre étant la chanson folklorique Arirang qui a également été soumise par les deux Corée.

### Proposé par la Corée du Sud (inscrit en 2013)
Le Kimjang, la tradition de fabrication et de partage du kimchi qui a généralement lieu à la fin de l'automne, a été ajouté à la liste en tant que « Kimjang, fabrication et partage de kimchi en république de Corée ». La pratique du Kimjang réaffirme l'identité coréenne et renforce la coopération familiale. Le Kimjang est également un rappel important pour de nombreux Coréens que les communautés humaines ont besoin de vivre en harmonie avec la nature.

### Proposé par la Corée du Nord (inscrit en 2015)
La fabrication de kimchi nord-coréen a été inscrite sur la liste en décembre 2015 en tant que « tradition de la fabrication de kimchi en république populaire démocratique de Corée ». Le kimchi nord-coréen a tendance à être moins épicé et moins rouge que le kimchi sud-coréen.

### Boycott en Chine
Un article paru en 2017 dans The New York Times indiquait que le sentiment anti-coréen en Chine s'était accru après l'acceptation par la Corée du Sud du déploiement de THAAD en Corée du Sud : les médias chinois gérés par le gouvernement ont encouragé le boycott des produits sud-coréens, et des nationalistes chinois ont fait serment de ne pas manger de kimchi. Cependant, à partir des années 2020 - 2021 les chinois réclament que le kimchi leur appartient et essaient de voler le plat traditionnel coréen[précision nécessaire].

## Économie
En 2010, le mauvais temps en Corée du Sud provoque une baisse de la récolte de choux chinois : 150 000 tonnes au lieu de 250 000. En conséquence, le prix du chou a quadruplé, atteignant les 7,30 euros pièce, et provoquant par répercussion une augmentation des prix de tous les fruits et légumes locaux. Le gouvernement a réagi en suspendant les droits de douane sur les choux chinois, et en annonçant l'importation de 100 tonnes de choux et de 50 tonnes de radis en provenance de Chine. Cette annonce a provoqué la hausse du prix du chou en Chine, ainsi que d'autres légumes.

## Culture
Kimchi est également le ouistiti traditionnel des Coréens lorsqu'ils se font prendre en photo.
Il existe un musée du kimchi, à Séoul.